# P18
P18 es un grupo musical franco-cubano de música electrónica-latina formado por el tecladista y exmiembro del grupo musical Mano Negra Tom Darnal.
El nombre de la agrupación deriva de la letra P de París y Patchanka y el número 18 como el Distrito 18 de París
Hacia el año 1992, Mano Negra inicia la gira Cargo 92 por el continente sudamericano, gira en la que Tom Darnal conoce a Barbaro Teuntor, trompetista del grupo cubano Sierra Maestra: 4 años después, en 1996 a raíz de la disolución de Mano Negra, Darnal y Teuntor, deciden iniciar una nueva agrupación junto con otros músicos, la llamaron P18 Urban Cuban.
También para esa fecha Darnal se muda para La Habana, Cuba, ciudad en la que habitará por 3 años y en los cuales se dedicará, junto con otros músicos locales, a definir el sonido del nuevo grupo, decantándose por la rumba cubana mezclada con toques electrónicos.
De igual manera, estos 3 años de trabajo serán utilizados para perfeccionar esa primera orientación del sonido seleccionado, al igual que para participar en la realización de numerosos conciertos y dos discos de estudio, el primero de ellos en 1999 y de nombre Urban Cuban. 3 años de trabajo que sirvieron para perfeccionar el sonido y numerosos conciertos en el que cuenta con la colaboración de otros dos ex Mano Negra, Daniel Jamet y Philippe Teboul; y no será sino hacia el 2002 que nace el segundo disco de estudio Electropica. 
En el año 2008, después de una ausencia de la escena de 4 años, P18 retorna para tocar en vivo y con un nuevo álbum al que denomina Viva P18

## Miembros
- Thomas Darnal: guitarras, voces
- Ced Dura: coro
- Yamilka Cardoso Reynoldes: coro

## Discografía

### Álbum
- 1999 - Urban Cuban (Tabata Tour)
- 2002 - Electropica (Tabata Tour)
- 2008 - Viva P18 (Tabata Tour)

### Colaboraciones
- 1998 - Rumours of war (Esan Ozenki, Compilación)
- 1999 - Radical Mestizo (Revelde Discos, Compilación)
- 2000 - Fuerza Vol. 1 (Virgin, Compilación)
- 2001 - Fuerza Vol. 2 (Virgin, Compilación)
- 2005 - Muevete Bien (Sabor Discos, Compilación)